# أماكساديس
أماكساديس (Αμαξάδες) هي مدينة في رودوبي في مقاطعة فوريا إلادا في اليونان.
يبلغ عدد سكانها حوالي 978   نسمة.